# Walter Helbig
Walter Helbig (né le 9 avril 1878 à Falkenstein en royaume de Saxe et mort le 26 mars 1968 à Ascona en Suisse) est un peintre, graphiste et sculpteur sur bois allemand et suisse.

## Biographie
Walter Helbig s'installe en 1885 à Dresde avec son père, avocat et maire de Falkenstein, et y fréquente l'école secondaire. En 1895, il commence ses études à l'École supérieure des beaux-arts de Dresde avec Carl Bantzer et Otto Gussmann, et se lie d'amitié avec son collègue étudiant Otto Mueller. Lors d'un voyage en Italie de 1897 à 1899, il interrompt ses études et rencontre Arnold Böcklin, Adolf von Hildebrand et Hans von Marées. Après son retour, il travaille pour Gussmann à Dresde sur des peintures d'église, et vraisemblablement aussi à la Lukaskirche. Entre 1903 et 1905, il réside avec Mueller à Dresde-Rockau, mais leur école d'art gérée conjointement n'est pas un succès. En 1909, il épouse la pianiste et chanteuse Elisabeth Goetze, qu'il a rencontrée à Hambourg, où il séjourne en tant que peintre indépendant de 1905 à 1910. En 1909, il fait la connaissance des peintres du groupe d'artistes « Brücke » par l'entremise d'Otto Mueller. Helbig a participé à la fondation et à la première exposition de la « Neue Secession » de Berlin en 1910. En 1909, après un premier séjour en Suisse à Munich, il rencontre les peintres de la Nouvelle Association des artistes munichois et en 1911, lorsque le groupe d'artistes " Der Blaue Reiter " est fondé, expose dans la boutique d'art de Hans Goltz
En 1910, il s'installe en Suisse, où il cofonde et dirige à Weggis avec Hans Arp et Oscar Lüthy la "Moderne Bund (Alliance moderne)" ,, rejoint plus tard par Cuno Amiet, Giovanni Giacometti et Hermann Huber. Helbig participe à la première exposition Moderne Bund en 1911 à Lucerne et à la seconde, plus grande, au Kunsthaus de Zurich, à laquelle participent également des artistes du "Cavalier bleu" et les Français Henri Matisse, Robert Delaunay et Henri Le Fauconnier. En 1912, il est invité à la deuxième exposition du Cavalier bleu par Goltz, à la galerie dans laquelle la «Moderne Bund» est invitée en 1913. Goltz fait aussi figurer la Jeune menteuse de Helbig parmi les cinq œuvres qu'il envoie à l'Armory Show de New York en 1913. En avril 1913, Herwarth Walden présente les artistes de la "Moderne Bund"  puis, plus tard dans l'année expose au premier salon d'automne allemand trois peintures à l'huile de Helbig: les Filles se baignant ; Paysage et Tête de jeune fille, présentes dans le catalogue. Dans l'exposition Post-Impressionist and Futurist Exhibition organisée par Frank Rutter  aux Galeries Doré de Londres, Helbig est représenté avec sa gravure sur bois Adam et Eve. Helbig se rend à Paris avec Arp et Lüthy en 1913. 
En 1914, certains peintres de la «Moderne Bund» disparue, dont Helbig, participent à la première exposition Dada à la Galerie Coray de Zurich. Helbig est aussi représenté dans la troisième exposition Dada et contribue au magazine Der Zeltweg  mais ne participe pas aux activités des dadaïstes. En 1919, il fait partie des signataires du « manifeste des artistes radicaux »  à Zurich, et rejoint le « groupe Novembre » à Berlin,. Cette année-là il grave sur bois son autoportrait.
Helbig a vécu à Zurich de 1916 à 1924 et en 1916 est devenu membre de la GSMBA (Société des peintres, sculpteurs et architectes suisses), à laquelle il a régulièrement participé. Depuis la Première Guerre mondiale, son travail artistique s'est tourné vers des sujets religieux et mythiques. En 1924, Helbig, comme de nombreux autres artistes, déménage à Ascona en raison du faible coût de la vie et fonde le mouvement Der Große Bär (de) (La Grande Ourse). Comme la constellation du même nom, il est composé de sept artistes : Helbig, Ernst Frick, Albert Kohler, Gordon Mallet McCouch, Otto Niemeyer-Holstein, Otto van Rees sous la houlette de Marianne von Werefkin. Plus tard les rejoignit Richard Seewald . À l'instar du «Moderne Bund», ce groupe reste sans statuts et est pragmatiquement destiné à tenir une exposition annuelle (de 1924 à 1940).  
Pendant ce temps, Helbig peint des paysages, des natures mortes et des portraits. Jusqu'au transfert du pouvoir aux national-socialistes, il partageait un atelier à Berlin où il peignit en 1933 l'actrice Tilla Durieux . À Paris en 1931 et 1932, il participe à des expositions du «Gruppe 1940»  organisées par Max Ernst, Hans Stocker, les Arp (Jean et Sophie Taeuber) et les Delaunay. 
En 1933 sont retirées 35 de ses œuvres des Musée Folkwang à Essen, de la Kunsthalle de Mannheim et du Musée Erfurt du Helbig accusées d' "art dégénéré". Un portfolio avec aquarelles et dessins sont 1943 à Berlin sont perdus dans un incendie dans les archives Galeries de Heyde. 
Helbig obtient sa naturalisation suisse à Ascona en 1938. 
Walter Helbig fait sa première grande exposition personnelle à Zurich en 1948 et devient membre de l'Association des artistes allemands en 1952. Après la Seconde Guerre mondiale, il suit également les courants artistiques de l'époque, l'expressionnisme abstrait et expérimente l'art informel dans les années 1960. Sa force réside dans sa «polyvalence sans relâche»  déclare Rolf Wedewer en 1959.  
Au crépuscule de sa vie, il rêve que l'art contemporain «passe du détachement du figuratif à un nouveau figuratif».